# Lipotriches vulpina
Lipotriches vulpina är en biart som först beskrevs av Carl Eduard Adolph Gerstäcker 1857.  Lipotriches vulpina ingår i släktet Lipotriches och familjen vägbin. Inga underarter finns listade i Catalogue of Life.